# Jadwigów (Mieczysławów)
Jadwigów – przysiółek wsi Mieczysławów w Polsce położona w województwie świętokrzyskim, w powiecie opatowskim, w gminie Tarłów.
W latach 1975–1998 miejscowość administracyjnie należała do województwa tarnobrzeskiego.
Wierni kościoła rzymskokatolickiego należą do parafii Świętej Trójcy w Tarłowie.